# Із пекла (фільм, 2001)
«Із пекла» (англ. From Hell) — американський детектив 2001 року, знятий братами Г'юз.

## Сюжет
1888 рік, Лондон. У злачному бідному районі Вайтчапел викрадають і вбивають повію Енні Крук. Колись вона розповідала своїм подружкам, що у неї є таємний заможний коханець Альберт. Незабаром скоюється ще одне вбивство іншої повії Поллі. Жахливі вбивства привертають увагу інспектора Фреда Еберлайна, який у роботі використовує свій дар передбачення. Заручившись підтримкою колишнього хірурга королівської сім'ї та однієї з повій, з кожним кроком він все ближче підбирається до вбивці, але той весь час вислизає. Очевидно, що влада міста не тільки не прагне знешкодити різника, але усіляким чином намагається спрямувати розслідування в інший бік. Еберлайн розуміє, що в цій історії з вбивствами замішані вищі урядові чини Англії, і навіть королівська сім'я.

## У ролях
| Актор           | Роль                        |
| --------------- | --------------------------- |
| Джонні Депп     | інспектор Фредерік Еберлайн |
| Гізер Грем      | Мері Келлі                  |
| Ієн Голм        | сер Вільям Галл             |
| Роббі Колтрейн  | сержант Пітер Годлі         |
| Єн Річардсон    | сер Чарльз Воррен           |
| Джейсон Флемінг | Нетлі, кучер                |
| Кетрін Картлідж | Дарк Енні Чепмен            |
| Теренс Гарві    | Бенджамін «Бен» Кідні       |
| Сьюзен Лінч     | Ліз Страйд                  |
| Пол Рис         | доктор Феррал               |
| Леслі Шарп      | Кейт Еддоуз                 |
| Естель Скорнік  | Ада                         |
| Ніколас МакГохі | офіцер Болт                 |
| Аннабелл Апшен  | Поллі Ніколс                |
| Джоанна Пейдж   | Енн Крук                    |
| Марк Декстер    | Принц Едуард Альберт Віктор |
| Софія Майлс     | Вікторія Еберлайн           |
| Ральф Айнесон   | Горді                       |
| Саманта Спіро   | Марта Тебрем                |

## Цікаві факти
- Фільм знятий за однойменним романом-коміксом Алана Мура і Едді Кемпбелла.
- Знаменитий район Вайтчеппел знімався на старовинних вулицях Праги. Район був майже повністю був зведений декораторами.
- Фільм кілька разів переходив від однієї студії до іншої: Дісней купив права в 1994 році, потім проект перейшов до New Line, а восени 2000 потрапив до кінокомпанії Fox, де і був завершений.
- Реальний Джек-Різник не був знайдений, у фільмі його посадили в психіатричну лікарню.
- На вимогу студії було знято два варіанти закінчення фільму: один з них — традиційний хепі-енд, а інший — більш реалістичний.
- Картина зібрала всі міфи і свідоцтва про Джека Різника. Один з фактів, мабуть, і вплинув на вибір назви: відомо, що вбивця посилав листи в лондонську газету «Таймс» і підписував їх двома словами: «Із пекла».